# Bledius aurantius
Bledius aurantius är en skalbaggsart som beskrevs av Herman 1983. Bledius aurantius ingår i släktet Bledius och familjen kortvingar. Inga underarter finns listade i Catalogue of Life.